# Platybrachys lugubris
Platybrachys lugubris är en insektsart som beskrevs av Stsl 1863. Platybrachys lugubris ingår i släktet Platybrachys och familjen Eurybrachidae. Inga underarter finns listade i Catalogue of Life.